# Mirko Schuster
Mirko Schuster (* 21. Juli 1994 in Mannheim) ist ein deutscher Fußballspieler.

## Karriere
Schuster spielte im Nachwuchsbereich bis 2007 für den SV Waldhof Mannheim, bevor er zum Karlsruher SC wechselte, für dessen Jugendmannschaften er in der U17- und U19-Bundesliga zum Einsatz kam. Im Sommer 2012 reiste er mit dem Profiteam während der Saisonvorbereitung ins Trainingslager und gehörte zum Ende der Hinrunde 2012/13 auch erstmals zum Spieltagsaufgebot. Nach dem Aufstieg in die 2. Bundesliga 2013 zählte Schuster zu Saisonbeginn regelmäßig zum Spieltagsaufgebot des Karlsruher SC, zu Einsätzen kam er allerdings nur für die Reservemannschaft in der Oberliga Baden-Württemberg. Einen Rückschlag musste Schuster im Januar 2014 hinnehmen, nachdem eine im Wintertrainingslager im türkischen Belek zugezogene Oberschenkelverletzung operativ behandelt werden musste und Schuster für den restlichen Saisonverlauf ausfiel. Nach seiner Genesung zur Saison 2014/15 fand er keine Berücksichtigung im Profikader mehr.
Im Januar 2015 wechselte Schuster, der in der Innenverteidigung und im defensiven Mittelfeld eingesetzt werden kann, zum abstiegsgefährdeten Drittligisten SG Sonnenhof Großaspach. Der Klassenerhalt gelang und nachdem er die folgende Saison mit Großaspach auf dem 7. Tabellenplatz abschloss, wurde er vom Regionalligisten TSV Steinbach verpflichtet.
Dort verlängerte Schuster seinen bis zum 30. Juni 2016 laufenden Vertrag nicht und unterzeichnete stattdessen bei seinem früheren Jugendverein SV Waldhof Mannheim einen bis zum 30. Juni 2019 gültigen Vertrag, der nach dem Aufstieg in die 3. Liga nicht mehr verlängert wurde.
Nach dem gescheiterten Wechsel nach Spanien im Sommer 2019, wurde am 30. Januar 2020 bekannt, dass Schuster ab sofort beim VfB Oldenburg in der Regionalliga Nord unter Vertrag stand. Im August 2020 erfolgte der Wechsel in die Regionalliga West zum SV Rödinghausen. Dort gewann er im Mai 2022 den Westfalenpokal durch einen 4:3-Sieg im Elfmeterschießen gegen Preußen Münster. Dadurch qualifizierte der Verein sich für den folgenden DFB-Pokal, wo man in der 1. Runde mit 0:2 n. V. gegen Bundesligist TSG 1899 Hoffenheim scheiterte.
Am 30. April 2024 gab dann der designierte Aufsteiger Eintracht Trier die Verpflichtung Schusters zur neuen Spielzeit 2024/25 in der Regionalliga Südwest bekannt. Dort erzielte er in 25 Ligapartien sechs Treffer und trug so wesentlich zum Klassenerhalt bei. 

## Erfolge
SV Waldhof Mannheim
- Meister der Regionalliga Südwest und Aufstieg in die 3. Liga: 2019

SV Rödinghausen
- Westfalenpokalsieger: 2022